# Belemniten
Die Belemniten (Belemnoidea) sind eine diverse Großgruppe fossiler Kopffüßer (Cephalopoda). Sie existierten vom Unterkarbon (Mississippium) bis zum Ende der Kreidezeit, also von vor etwa 358 bis vor 66 Millionen Jahren. Ihre bevorzugt fossil überlieferten Skelett-Elemente, die Rostren, werden auch „Donnerkeile“ oder „Teufelsfinger“ genannt.
Die Belemniten ähnelten im Aussehen den heutigen Kalmaren, hatten 10 Fangarme und einen Tintenbeutel, besaßen jedoch keine Saugnäpfe an den Fangarmen, sondern Haken. Belemniten entwickelten sich wahrscheinlich wie die Ammoniten aus den Bactriten. Sie waren im Erdmittelalter so weit verbreitet, dass sie heute zum Teil als Leitfossilien verwendet werden. Die „Belemnitentiere“ der verschiedenen Formen glichen einander wahrscheinlich weitgehend. Belemniten lebten wahrscheinlich nektisch in Schwärmen im Küstenbereich der Meere nahe der Wasseroberfläche.
Vermeintlich jüngere Belemniten sind in Wirklichkeit Reste von Octokorallen (Octocorallia). Die heute lebenden Sepien und Posthörnchen (Spirula) stammen möglicherweise von jurassischen Belemniten ab oder haben mit ihnen gemeinsame Vorfahren.

## Merkmale

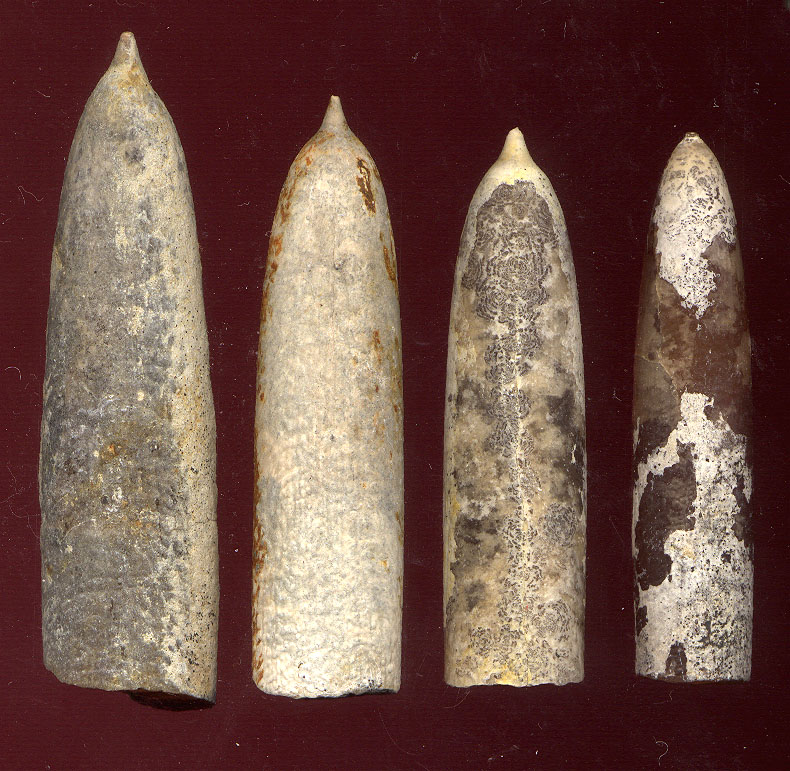
Belemnitenrostren aus der Oblast Transkarpatien, Ukraine

### Hartteile: Rostrum, Phragmokon und Proostrakum
Das Innenskelett der „Belemnitentiere“ gliedert sich zumeist, von anatomisch vorn nach hinten, in Proostrakum, Phragmokon und Rostrum.
Das Proostrakum ist entwicklungsgeschichtlich gesehen der Rest der Wohnkammer. Bei den basalen Belemniten ist es noch fast geschlossen, bei den jüngeren Gruppen auf eine lange, zungen- oder sogar stabartige Struktur reduziert. Während das Proostrakum bei den ältesten Gruppen (Aulacocerida) vielleicht noch eine Schutzfunktion hatte, ist diese bei den jüngeren Gruppen auf eine Stützfunktion reduziert worden.
Der Phragmokon (auch das Phragmokon) ist der kegelförmige, gekammerte, zu Lebzeiten gasgefüllte Auftriebskörper, wie er prinzipiell auch, wenngleich verhältnismäßig größer, bei den ursprünglicheren, außenschaligen Kopffüßern vorkommt. Die Kammerscheidewände (Septen) stehen meist quer zur Längsachse des Phragmokons, können aber auch deutlich schräg zur Längsachse stehen (z. B. bei den Diplobeliden).
Das Rostrum, ein kegelförmiges, oft aber länglich-zylindrisch-stromlinienförmiges, massives Skelettelement, sitzt der Spitze des Phragmokons auf. Es diente als Gegengewicht zum Auftriebskörper, um eine waagerechte Schwimmhaltung des „Belemnitentiers“ zu ermöglichen. Die Rostren der Aulacoceriden bestehen ursprünglich, wie auch Phragmokon und Proostracum, aus Aragonit, einer in geologischen Zeiträumen chemisch weniger stabilen Modifikation des Calciumcarbonats („kohlensaurer Kalk“) und organischen Substanzen. Phragmoteuthiden und Diplobeliden hatten entweder sehr kleine, dünnwandige aragonitische Rostren oder aber gar keine Rostren. Dagegen besaßen die Belemnitiden Rostren aus Calcit, der chemisch stabileren Modifikation des Calciumkarbonats. Dies hat gravierende Auswirkungen auf den Fossilbericht. Während die drei zuerst genannten Gruppen durch die leichtere Löslichkeit des Aragonits ein verhältnismäßig geringes Fossilisationspotenzial aufweisen und entsprechend selten überliefert werden, sind die calcitischen Rostren der Belemnitiden gut erhaltungsfähig und können ausgesprochen häufig gefunden werden. Die Belemnitiden stellen deshalb die überwiegende Zahl der fossil bekannten Belemnitenarten, gelten auch als Belemniten im eigentlichen Sinn („sensu stricto“) und ihre Rostren werden gemeinhin als Donnerkeile bezeichnet. (Siehe auch: Begriffsklärung Rostrum für die allgemeine Bedeutung und sonstige Verwendung dieser Bezeichnung)

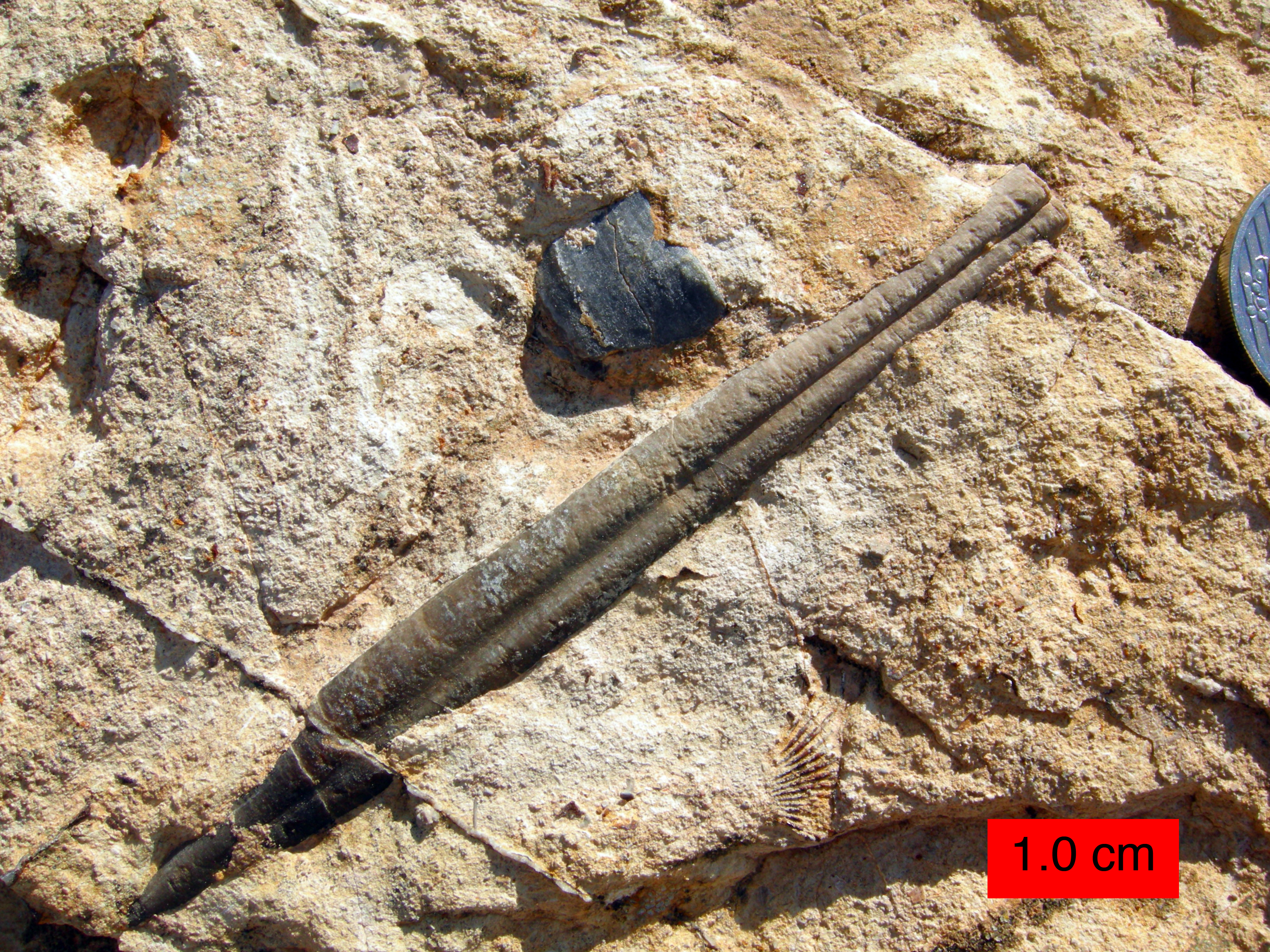
Schlankes, keulenförmiges Rostrum mit ausgeprägter Ventralfurche (? Hibolithes sp.) aus dem Mitteljura des Golan

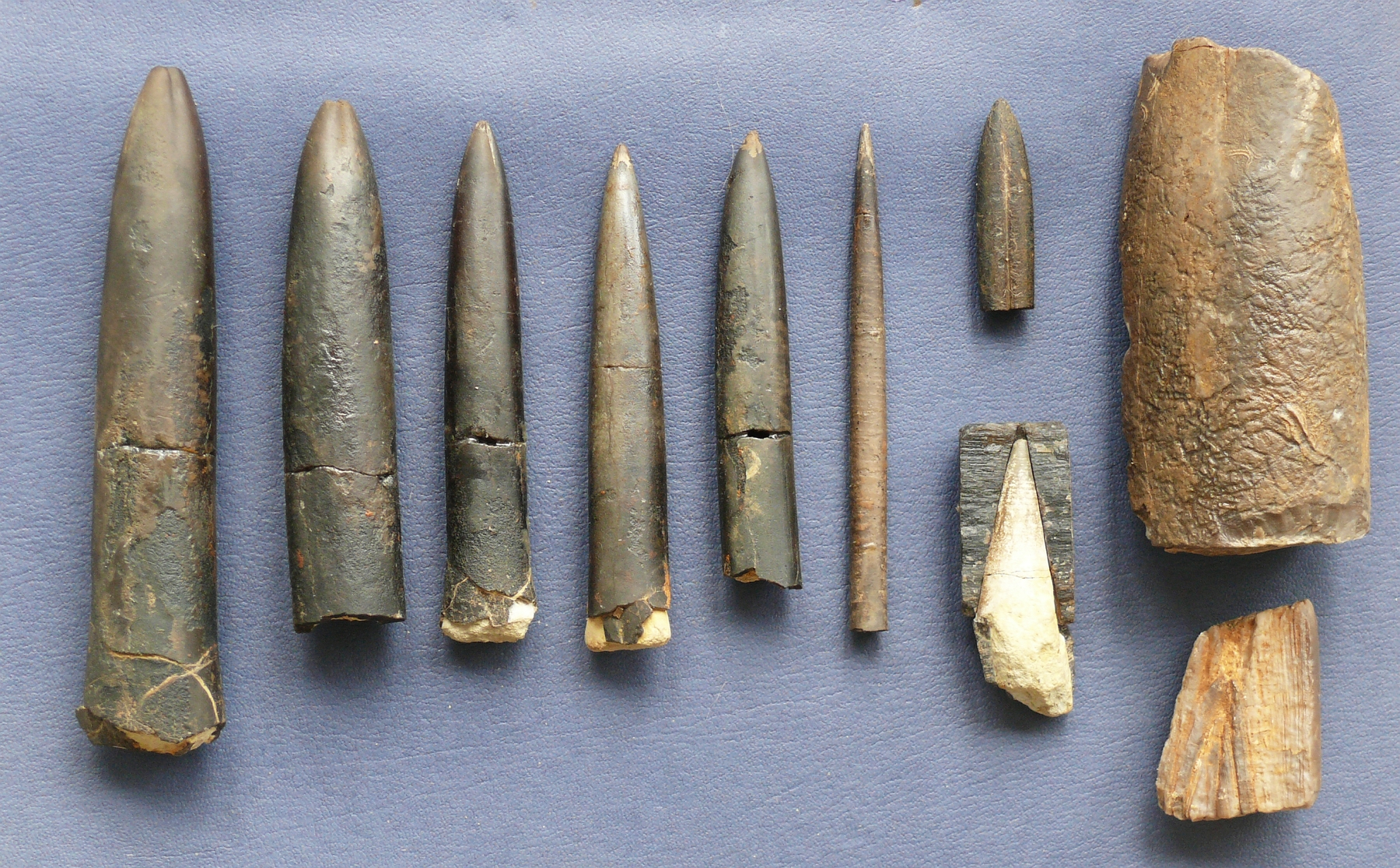
Belemnitenrostren und Rostrenbruchstücke aus dem Unteren und Mittleren Jura des östlichen Albvorlandes

Anfang 2008 wurde auf der Schwäbischen Alb im Nusplinger Plattenkalk von Geologen des Staatlichen Museums für Naturkunde in Stuttgart der bis dahin am besten erhaltene Kieferapparat eines Belemniten gefunden. Bei dem 150 Millionen Jahre alten Fossil handelt es sich vermutlich um ein Weibchen.

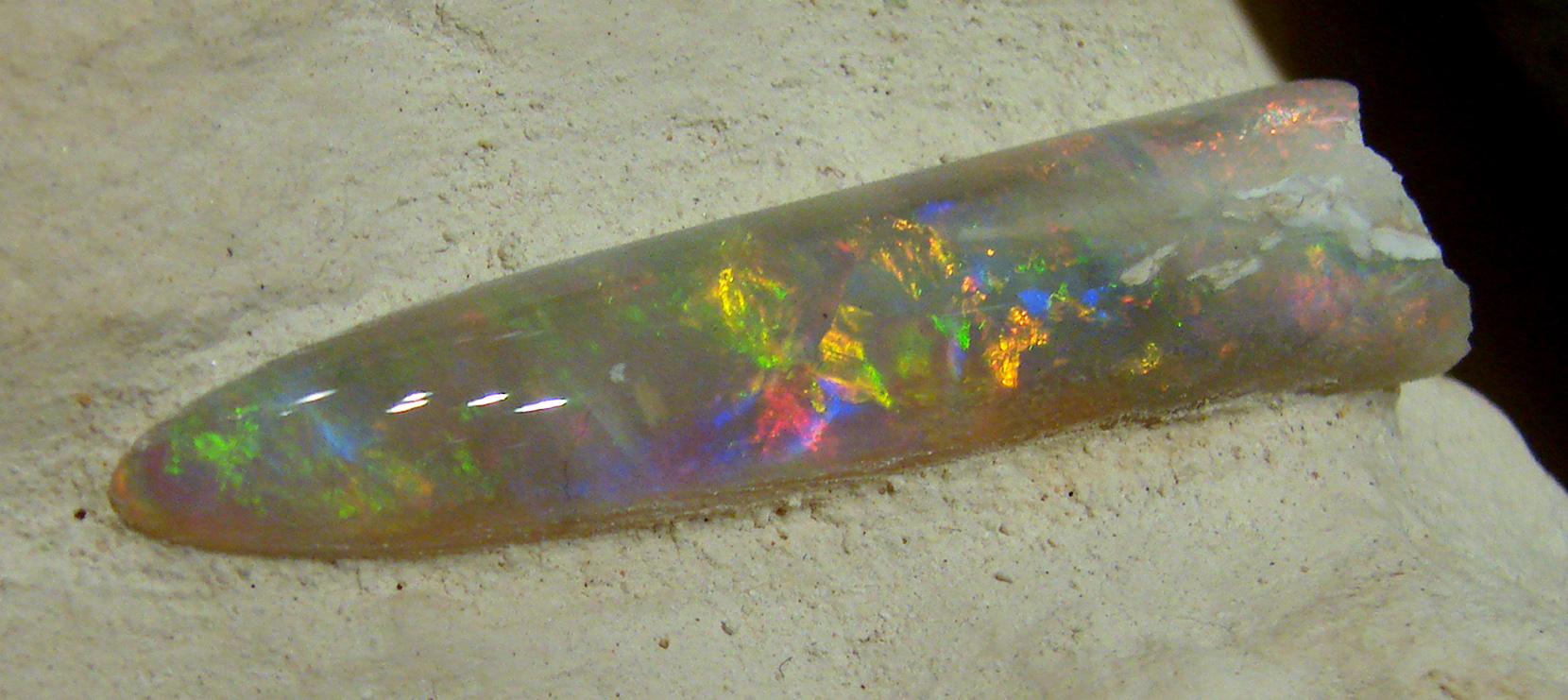
Opalisiertes Rostrum aus der Oberkreide von Coober Pedy (Australien)

### Weichteile
Da das Rostrum der am stärksten mineralisierte Körperteil der Belemniten war, ist es oft das Einzige, was als Fossil erhalten blieb; vollständigere Funde, bei denen auch Weichteile (meist Überreste der Mantelmuskulatur, seltener des Tintenbeutels) konserviert wurden, sind selten. Lange Zeit war deshalb unklar, zu welcher Organismengruppe diese Fossilien gehörten. Anhand von Größe und Form der Rostren und speziell der Alveolen (konische Einsenkung am kopfseitigen Ende des Rostrums, in der die Spitze des Phragmokons steckt) kann die Belemniten-Art bestimmt werden. Wachstumsschichten, ähnlich den Jahresringen der Bäume, zeigen, dass Belemniten etwa 4 Jahre alt wurden.

### Körperlänge
Die Größe der Tiere variierte starkː Das kleinste bisher entdeckte Exemplar war Suebibelus aus dem süddeutschen Oberjura (Steinbruch Winnberg) mit wenigen Zentimetern Körperlänge, das größte Megateuthis aus dem Mittleren Jura Europas (ebenfalls im Steinbruch Winnberg gefunden) mit ca. 1,5–2,5 m Länge (ohne Tentakeln) und einem bis 70 cm langen, fast armdicken Rostrum. Es wurden bislang etwa 1800 Arten und Unterarten der Belemnitentiere beschrieben.

## Lebensweise
Wie die heutigen Kalmare bewegten sich Belemnitentiere durch Wasserausstoß vorwärts und seitwärts und bei Gefahr auch mittels Rückstoßprinzip rückwärts und ernährten sich räuberisch. Mutmaßliche Fressfeinde waren Fische, Saurier oder Meereskrokodile. Verheilte Verletzungen deuten eine außerordentliche Regenerationsfähigkeit der Belemnitentiere an. Aus den Fundstätten lässt sich schließen, dass sie ausnahmslos im Meer lebten. Sie mieden extreme Flachwasser- und Tiefwasserbereiche und waren in gemäßigten und nördlichen Breiten häufiger vertreten als im subtropisch-tropischen Gebiet.

## Historisches

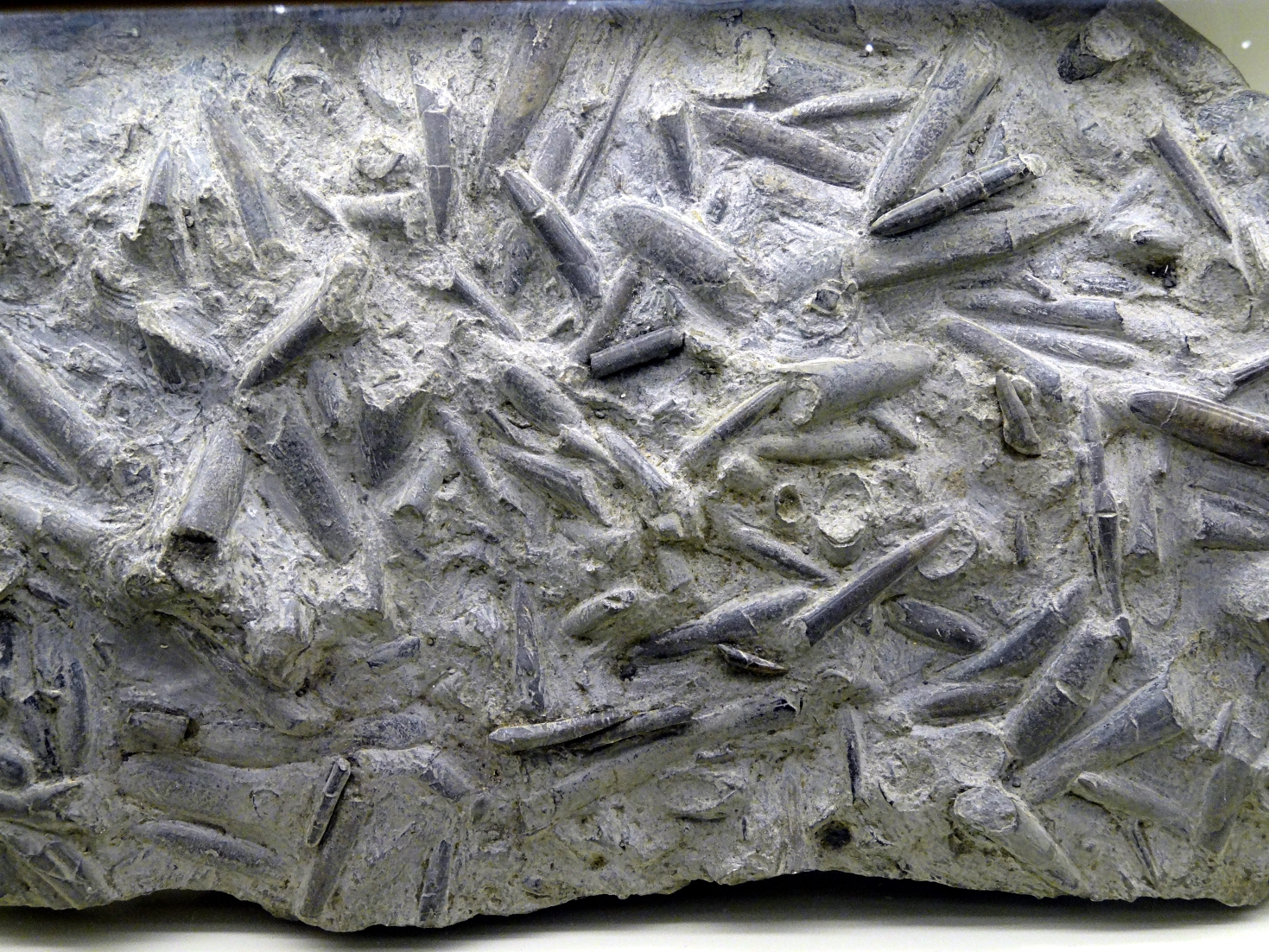
„Belemniten-Schlachtfeld“ aus dem Oberjura der Fränkischen Alb, Fränkische Schweiz-Museum, Tüchersfeld

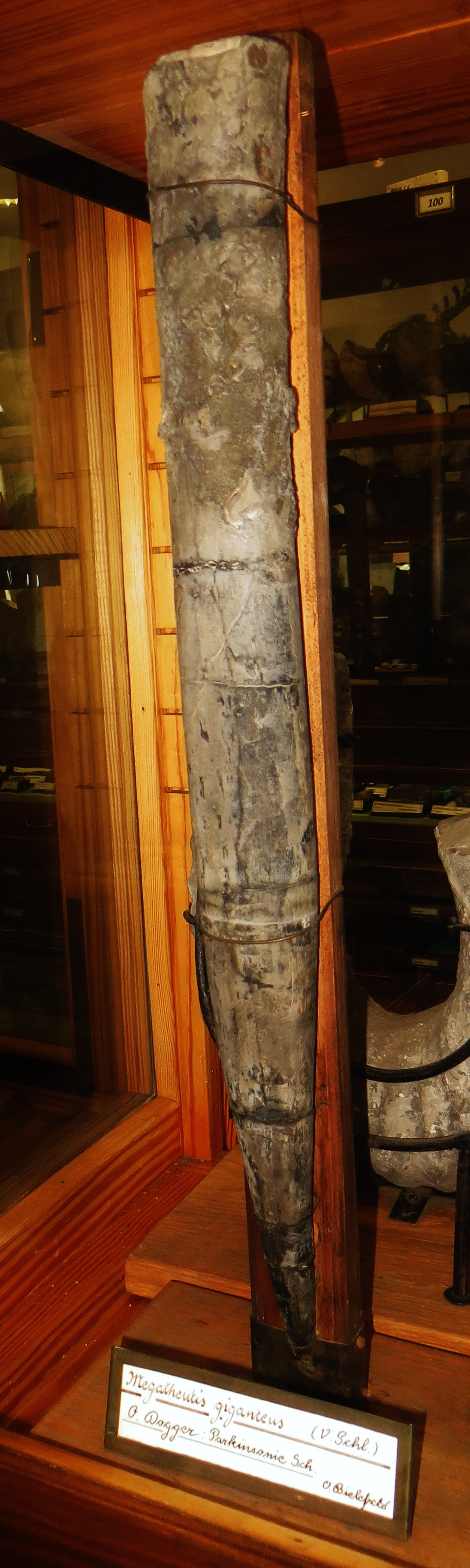
Megateuthis giganteus im Goldfuß-Museum in Bonn

Die längliche Form gab den Belemniten-Fossilien ihren Namen (griechisch βέλεμνον bélemnon ‚Blitz, Geschoss‘), ebenso wie die deutschen Bezeichnungen „Donnerkeil“ oder „Teufelsfinger“. Donnerkeile galten schon seit langer Zeit in verschiedenen Kulturen als Heilmittel gegen eine Vielzahl von Krankheiten, besonders gegen Hexenschuss, und wurden als Amulett am Körper getragen oder zermahlen als Medizin verwendet.
Wegen der Ähnlichkeit mit Geschossen hatte man Massenvorkommen von Belemniten in vergangenen Jahrhunderten zunächst für Überreste von Schlachtfeldern gehalten. Der Begriff Belemniten-Schlachtfeld wird von manchen Autoren immer noch für Funde solcher Massenvorkommen verwendet.

### Luchsstein
Luchsstein (lateinisch Lapis lyncis, genannt auch Belemnites und Phrygischer Stein) ist offenbar eine andere Bezeichnung des Belemniten und ähnlicher Formen, die insbesondere, aber nicht nur, bei der Verwendung als Arzneimittel gebraucht wurde. Als Luchsstein, Schoßstein, Pfeilstein oder Belemnit wurde, in einem Lexikon für Kaufleute aus dem Jahr 1852 beschrieben, die Versteinerung eines Schalentieres genannt, das im Aberglauben von der Medizin als Heilmittel gegen verschiedene Krankheiten verwendet wurde (lateinische Bezeichnungen: Lapis lyncis, Dactylus idaeos oder marinus, Lyncurios, Lapis phrygius oder Belmnitos). Er wurde zu der Zeit deshalb oft in Apotheken geführt. Daneben wurde auch gelegentlich der Bernstein als Luchsstein bezeichnet.
Kreide und anderen Steinformationen enthalten häufig Luchssteine, man findet sie auch oft auf den Feldern. Gewöhnlich ist ein Luchsstein „fingerslang, aber auch länger, dünn, glatt, gerade, zugespitzt und riecht geschabt nach Schwefelbalsam“. Das scheint dem Geruch von Urin zu entsprechen, weshalb der Stein als harntreibendes Mittel eingesetzt wurde. Auch wurde er als Kuhstein bezeichnet, weil man glaubte, er helfe, wenn die Kühe keine Milch gäben.
In einem Werk aus dem Jahr 1582 wurde noch unterstellt, dass ein Luchsstein aus dem Urin („Harn oder Bruntz“) eines Luchses herrührt. Die Wirkung dieses Steines wurde dort als noch wundersamer beschrieben: „Der Stein Lyncurius […], auf glühend kolen geworffen, löschet dieselben auß und wird von ihnen nicht verzehret. Hat aber nicht allein diß wunderwerck in sich, sondern auch wo jemandt diesen Stein in ein Tüchlein verwickelt in gemelte kolen wirfft, so bleibt nicht allein derselb, sondern auch das Tüchlein unverletzt. Er ist auch schwangern Weibern nützlich und behülfflich in der Zeit wenn sie gebären Epiphanias.“
In einem 1778 erschienenen Werk über den Bergbau wurde der Luchsstein, Luxstein, Karwinzelstein oder Alpschoß als ein kegelförmiger oder walzenförmiger, meist brauner Stein beschrieben, von denen einige am stärkeren Ende, an denen sie abgebrochen sind, eine kegelförmige Höhle (alveolum) haben, die mit einer anderen Steinart oder mit Erde aufgefüllt ist. Zerschlägt man sie, zeigt sich eine strahlige Struktur, die Strahlen verlaufen vom Mittelpunkt des Steines nach außen. Zerlegt man ihn im Feuer, so zeigt es sich, dass sie von einem „Seethiere, oder Gewürme, Holothurien genannt“, stammen (Seegurken). Es wird ebenfalls erwähnt, dass die Alten sich einbildeten Luchssteine entstünden aus der Gerinnung des Luchsurins. Wenn er groß war, nannten ihn einige Ceraunites, war er schwarz Coracias und Dactylus idaeus, weil er auf dem Berg Ida auf der Insel Kreta gefunden wurde. Er verweist darauf, dass es sich beim Luchsstein nicht um den bei den Alten genannten Psiloritis handelt (Psiloritis ist auch ein anderer Name des Ida-Gebirges), wie es noch ein Jahr später (1778) noch Joh. Jacob Flick schrieb, der ihn unter die Halbedelsteine einordnete und offenbar die Beschreibung zweier Steinarten miteinander vermengte.

#### Luchssteine bei Johann Jacob Scheuchzer
Johann Jacob Scheuchzer beschrieb in seiner „Natur-Historie des Schweizerlandes“ in einem eigenen Kapitel verschiedene in der Schweiz und Deutschland gefundene Luchssteine (Belemnites), die sich zum Teil in seinem Museo Diluviano befanden (heute im Paläontologischen Museum von Zürich). Eine Auswahl:
- Belemnita genicularis, è Minte legerio. Ein Luchsstein, der gleichsam in Gelenke zerteilt stammt vom Lägerberg.
- Belemnites minor cinerius Ari pistillum referis. Ein aschenfarbener kleiner Luchsstein, fast wie eine Aronfrucht, ebenfalls vom Lägerberg. Er geht nicht, wie andere Luchssteine, von einer breiten runden Basis in eine Spitze über, sondern ist in der Mitte eingebuchtet.
- Belemnita minor cuspidatus protuberantiis quibusdam verrucosis asperatus. Ein kleiner zugespitzter, in seiner äußeren Fläche gleichsam mit Warzen besetzter Luchsstein, ebenfalls vom Lägerberg.
- Alveolus medius colore albo. Montis Legerii. Eine weiße hohle steinerne Schüssel vom Lägerberg. Es wird in diesem Zusammenhang angemerkt, dass sich zuweilen eine konische Höhlung in der Basis Luchssteins befindet, die sich allmählich in die Spitze einzieht, zuweilen aber ist auch diese Höhle mit einem aus vielen Gelenken bestehendem Stein ausgefüllt, und diese Stückchen die diesen Stein ausmachen, sind gleich vielen Häublein so aufeinander gesetzt, so dass „sie sich ordentlich auf einander schicken“. Jedes ist gleich einer Lenti cavoconvexae unten hohl, oben ausgebogen.
- Belemnita candidus, levis, & veluti calcinatus, ex monte Legerio. Ein weißer, gleichsam verkalkter Luchsstein vom Lägerberg.
- Belemnita ferreus Montis Legerii. Ein Luchsstein aus einem Eisenfarben-Pyrit oder Feuerkies.
- Belemnitae cineri integri. Graue Luchssteine aus den Äckern und Weinbergen bei Schinznach, Oberflachs und Castelen. Die Anwohner nennen sie Blutsteine.
- Belemnitis Schinznacensis foraminibus veluti vermiculis perefus (Kanton Bern). Ein Luchsstein, der auf seiner äußeren Fläche viele Grübchen hat, als ob er von Würmern angefressen wäre.
- Belemnita in basi excavatus, terra induratam in cavitate lua conica continens (Kanton Bern). Ein unten ausgehöhlter Luchsstein, mit harter Erde ausgefüllt.
- Belemnita nigricans triplici ad apicem sulco excavatus. Ex Jura (Kanton Bern). Ein Schwarzlechter Luchsstein mit einem dreifachen hohlem Strich.
- Belemnites truncatus polymitus variis figurarum traḉtibus in superficie exornatus (Kanton Basel). Ein abgebrochener Luchsstein, der in seiner äußeren Fläche allerhand Figuren bildet.
- Belemnita cireneus, ex Randio, cui conchylium quoddam & Tubuli vermiculares exigui adnati (Kanton Schaffhausen). Ein grauer Luchsstein, auf dem eine kleine Muschel und ein Meerwurm angewachsen sind. Für Schleuchzer war das ein wahrhaftes Überbleibsel der Sintflut und ein Beleg für seine Deutung von Fossilien als ein Überbleibsel der biblischen Sintflut.
- Belemnites marmorei lœvoris alnus ex iisdem Fodinis (Grafschaft Baden). Ein weißer, wie Marmor glänzender Luchsstein.[12]

## Systematik
- Aulacocerida
- Belemnitida
  - Belemnotheutis
- Diplobelida
- Phragmoteuthida